# Idioma protopacífico central
El Protopacífico Central (abreviado por sus siglas en inglés: PCP de Proto-Central Pacific language) es el ancestro reconstruido de las lenguas del pacífico central. Pertenece a la rama oceánica de las lenguas austronesias.
Fue propuesto por primera vez por George W. Grace en 1959, quien también nombró al subgrupo en 1967. Fue reconstruido por CF Hockett en 1976.

## Descendientes
El protopacífico central, hablado originalmente por los colonos lapitas en Fiyi hace tres milenios, se separó en una red dialectal, que consistía en lo que se convertiría en un dialecto occidental (ancestral de los dialectos rotumano y de Fiyiano occidental) y un dialecto oriental (ancestral de los dialectos de Fiyiano oriental y protopolinesio). Más tarde, los dialectos que permanecieron en Fiyi volvieron a convergir y eventualmente se volvieron más similares, dando lugar al actual idioma fiyiano.

## Fonología
La fonología del Protopacífico central, según Geraghty (1986), son:
|              |                | Bilabiales | Dentales | Alveolares           | Palatales | Velares  | Labiovelares | Glotales |
| ------------ | -------------- | ---------- | -------- | -------------------- | --------- | -------- | ------------ | -------- |
| Oclusivas    | Prenasalizadas | *ᵐb ⟨*b⟩   |          | *ⁿd ⟨*d⟩, *ⁿdr ⟨*dr⟩ |           | *ᵑg ⟨*q⟩ |              |          |
| Oclusivas    | Sordas         | *p ⟨*p⟩    | *t ⟨*t⟩  |                      |           | *k ⟨*k⟩  | *kʷ ⟨*kw⟩    | *ʔ       |
| Nasales      | Nasales        | *m ⟨*m⟩    | *n ⟨*n⟩  |                      | *ɲ ⟨*ñ⟩   | *ŋ ⟨*g⟩  | *ŋʷ ⟨*gw⟩    |          |
| Fricativa    | Fricativa      | *β ⟨*v⟩    | *ð ⟨*c⟩  | *s ⟨*s⟩              | *ɟ ⟨*z⟩   | *x ⟨*x⟩  |              |          |
| Africadas    | Africadas      |            |          |                      | *t͡ʃ ⟨*j⟩  |          |              |          |
| Aproximantes | Aproximantes   |            |          | *l ⟨*l⟩, *r ⟨*r⟩     | *j ⟨*y⟩   |          | *w ⟨*w⟩      |          |
|              | Anteriores        | Posteriores       |
| ------------ | ----------------- | ----------------- |
| Cerradas     | *i ⟨*i⟩, *iː ⟨*ī⟩ | *u ⟨*u⟩, *uː ⟨*ū⟩ |
| Semicerradas | *e ⟨*e⟩, *eː ⟨*ē⟩ | *o ⟨*o⟩, *oː ⟨*ō⟩ |
| abiertas     | *a ⟨*a⟩, *aː ⟨*ā⟩ | *a ⟨*a⟩, *aː ⟨*ā⟩ |
La ortografía utilizada es similar a la del idioma fiyiano.